# دامو: فتاة التحريات الأسطورية
دامو: فتاة التحريات الأسطورية (بالكورية: 조선 여형사 다모)؛ هو مسلسل تلفزيوني كوري جنوبي لعام 2003. تدور أحداث المسلسل في مملكة جوسون، يحكي قصة تشاي أوك، وهي فتاة من عائلة نبيلة تم تهجيرها إلى الطبقة المتدنية.

## القصة
تدور احداث الدراما في القرن 17 في كوريا في فترة حكم تاريخية تسمى «عهد مملكة تشوسون»   في هذا الوقت كانت هناك مجموعة من النساء يطلق عليهم اسم «دا-مو»  «دا-مو» تعني فتيات الشرطة وهن يعتبرن من المراتب المتدنية في المجتمع في هذا الوقت ولكن لهن الحق في تفتيش غرف   السيدات وإستجواب سيدات المجتمع الراقي بطريقة لا يمكن لرجل أن يقوم بها هذا المسلسل يحكي قصة واحدة من هؤلاء الـ «دا-مو» فتاة تدعى «تشاى-أوك» تنفصل عن أخوها بعد إتهام والدهما بتهمة الخيانة العظمى ولكنها تنجح في شق طريقها وتصبح واحدة من الـ «دا-مو» ويصبح عليها أن تحارب الجريمة ولكن ليس ها فقط بل أن تحارب التقاليد والظلم والتحيز ضدها وضد كل من هم مثلها في هذا المجال يتحول والدها إلى قائد الثورة ضد ظلم المجتمع وقوانينه الجائرة بينما يتواجه الأخ وأخته وجها لوجه يفصل بينهما القانون.

## بطولة
- ها جي وون في دور جانغ جاي هوي/ تشا أوك
- لي سيو جين في دور القائد هوانغ بو يون
- كيم مين جون في دور جانغ جاي مو/ جانغ سونغ بايك

## الاستقبال
بدأيه العرض سجلت الحلقة الأولى 14 بالمائة، لكنها سرعان ما بدأت تكتسب شعبية بين المشاهدين في العشرينات والثلاثينيات من العمر، كانت دامو أول دراما كورية في عصر الإنترنت تصل إلى مليون مشاركة على لوحة الرسائل الخاصة بموقعها الرسمي، مما تسبب في تعطل خوادم الموقع، مر في النهاية 4 ملايين مشاركة.
صاغ المعجبون المخلصون عبر الإنترنت لقب «اللسان في الخد» (كلمة تلاعب بالألم)، في إشارة إلى أنفسهم على أنهم «مشلولون بالألم» لأنهم يقضون ساعات أمام جهاز كمبيوتر يكتبون التعليقات والمناقشات حول الدراما ويتحدثون عبر الإنترنت مع المشاهدين الآخرين، إلى حد عدم قدرتهم على عيش حياة طبيعية، كما تفاعل طاقم العمل والممثلون مع مستخدمي الإنترنت، من أجل «قراءة» ردود أفعال المشاهدين بشكل أفضل.
حتى بعد فترة طويلة من انتهاء المسلسل، استمرت عائلة «دامو بيينز» إنشاء محتوى، مثل رسالة إخبارية تسمى داموا إيلبو مكتوبة باللغة الكورية في عصر جوسون، ومقاطع فيديو موسيقية تم تحريرها من قبل المعجبين أنفسهم، وآلاف الرسومات المتعلقة بالمسلسل، أدت الشعبية عبر الإنترنت إلى تحقيق إيرادات، وحققت إم بي سي ما يقدر بـ 10 ملايين وون يوميًا، في نهاية الحلقة الأخيرة من الدراما، ظهر تعليق على الشاشة يقول «نود أن نشكر عائلة دامو».
أصبحت دامو، التي سجلت متوسط تقييمات بأكثر من 20 بالمائة، سائدة بفضل الشعبية الهائلة التي حظيت بها على الإنترنت، وتحولت إلى ظاهرة ثقافية.

## المشاهدات
| الحلقات   | التقيمات | مرجع        |
| --------- | -------- | ----------- |
| الحلقة 1  | 13.3٪    | [ 3 ] [ 4 ] |
| الحلقة 2  | 14.8٪    | [ 3 ] [ 4 ] |
| الحلقة 3  | 17.5٪    | [ 3 ] [ 4 ] |
| الحلقة 4  | 16.6٪    | [ 3 ] [ 4 ] |
| الحلقة 5  | 16.4٪    | [ 3 ] [ 4 ] |
| الحلقة 6  | 15.3٪    | [ 3 ] [ 4 ] |
| الحلقة 7  | 19.5٪    | [ 3 ] [ 4 ] |
| الحلقة 8  | 19.2٪    | [ 3 ] [ 4 ] |
| الحلقة 9  | 21.6٪    | [ 3 ] [ 4 ] |
| الحلقة 10 | 22.5٪    | [ 3 ] [ 4 ] |
| الحلقة 11 | 21.7٪    | [ 3 ] [ 4 ] |
| الحلقة 12 | 22.1٪    | [ 3 ] [ 4 ] |
| الحلقة 13 | 21.6٪    | [ 3 ] [ 4 ] |
| الحلقة 14 | 24.2٪    | [ 3 ] [ 4 ] |

## الإنتاج
كلفت الدراما ميزانية باهطة تبلغ 200 مليون وون لكل حلقة، استغرق تصوير الدراما أكثر من عام لإكماله، تم تصويره في مقاطعة تاي آن، مقاطعة جنوب تشونغ تشونغ.
للحصول على جودة العرض المطلوبة، تم إنتاج 80 بالمائة من المسلسل مسبقًا قبل بثه، وهو أمر نادر الحدوث بين الدراما الكورية، كانت أيضًا أول دراما كورية تم تصويرها بالكامل بكاميرات عالية الدقة (كانت تستخدم سابقًا فقط في الأفلام الوثائقية)بعيدًا عن الدراما التاريخية التقليدية.

## روابط خارجية
- دامو:فتاة التحريات الأسطورية على موقع IMDb (الإنجليزية)
- دامو:فتاة التحريات الأسطورية على موقع فيلمافينيتي (الإسبانية)
- دامو:فتاة التحريات الأسطورية على موقع كينوبويسك (الروسية)
- دامو:فتاة التحريات الأسطورية على موقع ألو سيني (الفرنسية)
- دامو:فتاة التحريات الأسطورية على موقع قاعدة بيانات الفيلم (الإنجليزية)